# (3526) Jeffbell
(3526) Jeffbell es un asteroide perteneciente al cinturón de asteroides, descubierto el 5 de febrero de 1984 por Edward Bowell desde la Estación Anderson Mesa (condado de Coconino, cerca de Flagstaff, Arizona, Estados Unidos).

## Designación y nombre
Designado provisionalmente como 1984 CN. Fue nombrado Jeffbell en honor al productor de televisión estadounidense “Jeffrey (Jeff) Bell”.